# Mikk Murdvee

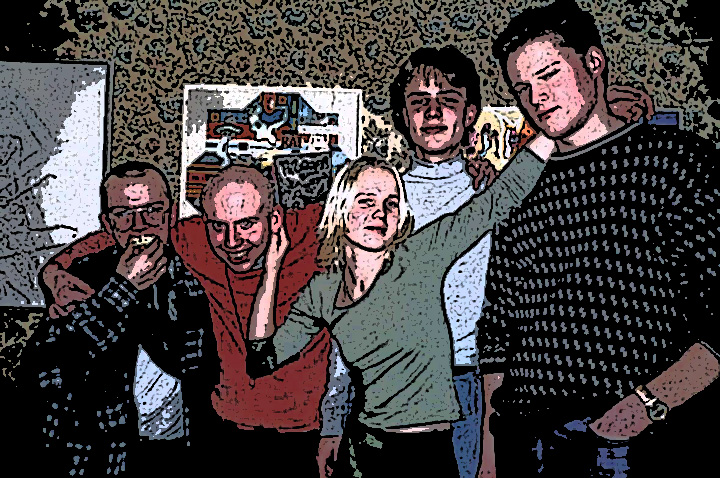
Membri dei giovani artisti di Tallinn nel dicembre 1999 nella casa di Hedda Maurer. Da sinistra: Marko Kivimäe, Jürgen Rooste, Hedda Maurer, Mikk Murdvee, Wimberg. Foto e stilizzazione: Andro Küün

Mikk Murdvee (Tallinn, 20 marzo 1980) è un direttore d'orchestra e violinista estone naturalizzato finlandese che vive ad Helsinki, Finlandia.

## Biografia
Mikk Murdvee è nato a Tallinn. Ha studiato violino al Liceo Musicale di Tallinn (1986-1998), all'Accademia Estone di Musica e Teatro e all'Accademia Sibelius (1999-2005), diplomandosi in quest'ultima con il massimo dei voti.
Iniziò a gli studi di direzione orchestrale privatamente con Atso Almila nel 2000. Nel 2002-2007 studiò nel corso di direzione dell'Accademia Sibelius, dove i suoi insegnanti erano Leif Segerstam, Atso Almila e Jorma Panula e molti altri insegnanti in visita.
Ha inoltre preso parte a corsi di perfezionamento (inclusa l'Accademia Estiva Neeme Järvi) con Neeme Järvi, Paavo Järvi, Eri Klas, J.Panula, L.Segerstam, Leonid Grin e Juozas Domarkas, dirigendo l'Orchestra sinfonica nazionale estone, l'Orchestra sinfonica della radio finlandese, la Pärnu City Orchestra, l'Orchestra del teatro "Vanemuine" e la St. Petersburg Festival Orchestra.

## Esperienze di lavoro
Ha diretto l'Orchestra Sinfonica Nazionale Estone, l'Orchestra sinfonica dell'Accademia Sibelius, l'Orchestra Sinfonica di Oulu, l'Orchestra Filarmonica di Tampere, le Orchestre delle città di Joensuu, Vaasa, Lappeenranta e Seinäjoki, la Pori Sinfonietta, la Heinola Sinfonietta, l'Orchestra da camera di Tallinn, l'Orchestra della città di Pärnu, l'Orchestra della città di Haapsalu e molte altre orchestre.
È stato assistente alla direzione dell'Opera di Tampere, assistente di Eri Klas nella produzione dell'Otello di Verdi nel 2005, di Andris Nelsons nell'L'elisir d'amore di Donizetti nel 2006 e di Giancarlo Andretta nell'Aida di Verdi nel 2007.
Ha diretto La vedova allegra di Lehar all'Opera di Kerava nel 2005 e ha avuto una sua  propria produzione all'Opera di Pori nell'autunno 2006.
Fece il suo debutto all'Opera nazionale estone nella primavera 2007 dirigendo La Sylphide di Lövenskiold. È stato reinvitato per dirigere la stessa produzione e, in più, Lo schiaccianoci di Tchaikovski nel 2007 e nel 2008. Diresse anche con grande successo Biancaneve e i 7 nani di Tibor Kocsak nello stesso teatro. Nel gennaio 2009 ha diretto più volte La Cenerentola di Rossini con breve preavviso ed una sola prova.
Nel giugno 2010 ha diretto la prima mondiale dell'opera Taipaleenjoki di Ilkka Kuusisto al festival Ilmajoen Musiikkijuhlat. Ha ricevuto ottimi critiche e tutti gli spettacoli sono andati esauriti. L'opera è tornata nello stesso festival a giugno 2011 e a giugno 2012.
Mikk Murdvee è stato nominato direttore aggiunto dell'Orchestra Sinfonica dell'Università di Helsinki - Ylioppilaskunnan Soittajat (YS) nel periodo 2005-2007. Ha iniziato come direttore principale della YS nell'agosto del 2007.
Da gennaio 2011 ha lavorato diverse volte come assistente di Esa-Pekka Salonen e della Philharmonia Orchestra.

## Vita privata
Mikk Murdvee è il figlio dello psicologo e studioso estone Mart Murdvee e dell'insegnante di violino Niina Murdvee.